# Сысоев, Пётр Петрович
Пётр Петро́вич Сысо́ев (9 [22] января 1912, с. Попанёво, Глазовский уезд, Вятская губерния, Российская империя — 1986) — советский партийный и государственный деятель, председатель Президиума Верховного Совета Удмуртской АССР (1959—1977), заместитель председателя (1959—1977) и и. о. председателя Президиума Верховного Совета РСФСР (1966).

## Биография
Член ВКП(б) c 1938 г. В 1949 г. окончил Высшую партийную школу при ЦК ВКП(б).
- 1930—1931 — инструктор Красногорского райколхозсоюза Вотской автономной области,
- 1931—1932 — председатель Сюмсинского райколхозсоюза,
- 1932—1934 — заведующий земельным отделом исполнительного комитета Сюмсинского районного Совета депутатов трудящихся,
- 1934—1936 — служил в Красной Армии,
- 1936—1939 — директор Бемыжской МТС,
- 1939—1940 — инструктор сельскохозяйственного отдела Удмуртского обкома ВКП(б),
- 1940—1943 — заместитель заведующего сельскохозяйственным отделом Удмуртского обкома ВКП(б),
- 1943—1946 — первый секретарь Граховского районного комитета ВКП(б),
- 1949—1952 — первый секретарь Глазовского районного комитета ВКП(б),
- 1952 — секретарь Удмуртского областного комитета ВКП(б),
- 1952—1959 — Председатель Совета Министров Удмуртской АССР,
- 1959—1977 — Председатель Президиума Верховного Совета Удмуртской АССР.
- 1966 - Исполняющий обязанности Председателя Президиума Верховного Совета РСФСР.

Депутат Верховного Совета СССР 3-5-го созывов. Депутат Верховного Совета РСФСР 6-9-го созывов.

## Награды и звания
- Орден Ленина
- Орден Октябрьской Революции
- Орден Трудового Красного Знамени (дважды)
- Орден «Знак Почёта» (дважды)
- Орден Отечественной войны I степени.